# Omuntele (Wahlkreis)
Omuntele ist ein Wahlkreis in der Region Oshikoto im Norden Namibias. Verwaltungssitz ist die gleichnamige Ansiedlung Omuntele. Der Wahlkreis hat (Stand 2023) 21.400, die auf einer Fläche von 1630 Quadratkilometer leben.

## Wahlen
| Wahl | Name           | Partei | Stimmenanteil |
| ---- | -------------- | ------ | ------------- |
| 1992 |                |        |               |
| 1998 | Sakeus Nangula | SWAPO  | o. W. 1       |
| 2004 | Sakeus Nangula | SWAPO  | 99,4 %        |
| 2010 | Sakeus Nangula | SWAPO  | 97,9 %        |
| 2015 | Sakeus Nangula | SWAPO  | o. W. 1       |
| 2020 | Sakeus Nangula | SWAPO  | 69,1 %        |